# Albert Ritserveldt
Albert Ritserveldt (Ophasselt, 13 oktober 1915 - Zottegem, 11 maart 2002) was een Belgisch profwielrenner van 1938 tot 1948.
Albert Ritserveldt is een van de weinige Belgische renners die erin slaagde drie keer kampioen van België te worden: in 1933 bij de nieuwelingen, in 1936 bij de juniores en in 1937 bij de onafhankelijken. Alleen bij de beroepsrenners lukte hem dat niet.
Albert Ritserveldt was een goede klimmer. Hij begon te koersen met een Shrapnell fiets, toen hij huwde met de dochter van Oscar De Vleesschauwer, stichter van het gelijknamige fietsenmerk.
Hij was een van de vele renners die hun opgang fel gehinderd werd door de oorlog. In 1939 won hij Luik-Bastenaken-Luik en werd hij geselecteerd voor de Belgische B-ploeg voor de Ronde van Frankrijk. Hij toonde zich daar als een goed klimmer met een derde plaats in het bergklassement en een negende plaats in het eindklassement.
Op 10 mei 1940, stond deze Vlaamse klimmer mooi aan de leiding in de Ronde van Catalonië. De hele Belgische ploeg reisde af naar huis wegens de staat van oorlog en de militaire verplichtingen die voor alle mannen volgden. Een mooie zege die hierdoor niet op de naam van Ritserveldt kwam te staan wegens een wel bijzondere reden. Zoals zoveel renners moest hij zich tijdens de Tweede Wereldoorlog toeleggen op het regionale circuit en won hij onder meer in 1942 de Dokter Tistaertprijs in Zottegem. Na de wereldoorlog ontgoochelde Ritserveldt een beetje en kon hij de hoop van velen niet inwilligen. Zonder de oorlog zou zijn palmares er ongetwijfeld heel wat indrukwekkender uitgezien hebben.

## Belangrijkste overwinningen
1937
- Nationaal Kampioen op de weg bij de Onafhankelijken in Floreffe

1939
- Luik-Bastenaken-Luik

1940
- Kampioen Cyclocross van Oost-Vlaanderen
- 6e etappe Ronde van Catalonië

1941
- Sint-Genesius-Rode

1942
- Drogenbos
- Everbeek
- Sinaai
- Dr. Tistaertprijs Zottegem

1943
- Ophasselt

1946
- Stadsprijs Geraardsbergen

1947
- Trophée du Journal d'Alger

## Resultaten in voornaamste wedstrijden
| Jaar | Ronde van Italië | Ronde van Frankrijk | Ronde van Spanje |
| ---- | ---------------- | ------------------- | ---------------- |
| 1937 |                  |                     |                  |
| 1938 |                  |                     |                  |
| 1939 |                  | 9e                  |                  |
| 1941 |                  |                     |                  |
| 1942 |                  |                     |                  |
| 1943 |                  |                     |                  |
| 1947 |                  |                     |                  |
| 1948 | opgave           |                     |                  |

| Jaar | Gent-Wevelgem | Ronde van Vlaanderen | Parijs-Roubaix | Luik-Bast.‑Luik | Waalse Pijl |
| ---- | ------------- | -------------------- | -------------- | --------------- | ----------- |
| 1937 | Zilver        |                      |                |                 |             |
| 1938 |               |                      | 54e            | 17e             |             |
| 1939 |               |                      | 56e            | Goud            |             |
| 1941 |               | 14e                  |                |                 |             |
| 1942 |               |                      |                |                 | 5e          |
| 1943 |               | 20e                  |                | 28e             | 40e         |
| 1947 |               |                      |                | 39e             |             |
| 1948 | 20e           | 29e                  |                |                 |             |